# Parthisches Manöver

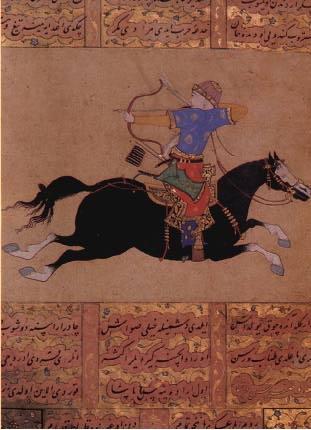
Parthisches Manöver eines osmanischen berittenen Bogenschützen (mittelalterliche Aufzeichnung)

Das Parthische Manöver (oft auch als Partherschuss bezeichnet) ist eine Bogenschusstechnik, bei der der reitende Bogenschütze in vollem Galopp nach hinten schießt. Benannt ist sie nach dem iranischen Volk der Parther.

## Ausführung
Auf geeignetem Terrain schuf das Parthische Manöver einen taktischen Vorteil und ermöglichte großen Armeen mit berittenen Bogenschützen jederzeit, im Angriff gegen weniger mobile Truppen, wie zum Beispiel die Legionen Roms, die gewünschte Distanz zu wahren und die Initiative im Gefecht zu behalten. Oft wurden die gegnerischen Formationen durch dieses Manöver aufgebrochen, da die attackierten Einheiten annahmen, der Gegner würde fliehen, und sie das vermeintlich leichte Opfer verfolgten. Nun wurde der Verfolger entweder weiterhin beschossen oder in den Nahkampf verwickelt. Da der Verfolger zum schnellen Nachsetzen meist nicht mehr in geordneten Formationen vorging, war es leichter, ihn dabei zu überwältigen. Dies konnte unter Einsatz von Flankenmanövern geschehen.
Über die Ausführung gibt es verschiedene Ansichten: Einige Quellen zeigen den Reiter stehend in den Steigbügeln und nach hinten gewandt, andere zeigen den Reiter im Sattel sitzend und sich nach hinten drehend. Da die Technik in der Geschichte immer wieder Anwendung fand, dürften beide Darstellungen richtig sein. Das Manöver erforderte außergewöhnliches reiterisches Geschick und Körperbeherrschung, da die Hände für den Bogenschuss frei bleiben mussten und das Pferd nur durch Druck aus den Schenkeln zu lenken war.

## Anwendung bei verschiedenen Völkern
Das Parthische Manöver ist eine Technik, die von den Skythen, Sarmaten und Parthern, später auch von den Hunnen, Mongolen und Ungarn sowie diversen asiatischen Steppenvölkern verwendet wurde. Nach der Erfindung des Steigbügels erfuhr sie eine Vervollkommnung. Beschrieben wird dieses Vorgehen beispielsweise in Plutarchs Bericht über die Niederlage des Marcus Licinius Crassus gegen die Parther in der Schlacht bei Carrhae.